# Aechmea nivea
Aechmea nivea är en gräsväxtart som beskrevs av Lyman Bradford Smith. Aechmea nivea ingår i släktet Aechmea och familjen Bromeliaceae. Inga underarter finns listade i Catalogue of Life.